# توكوغاوا إييتسوغو
توكوغاوا إييتسوغو (باليابانية: 徳川 家継) عاش في الفترة بين (8 أغسطس 1709 - 19 يونيو 1716) كان سابع شوغون في شوغونية توكوغاوا والذي حكم في الفترة بين 1713 حتى وفاته في 1716. إييتسوغو هو ابن توكوغاوا إينوبو، وابن حفيد توكوغاوا إيميتسو وحفيد حفيد توكوغاوا هيديتادا، وابن حفيد حفيد توكوغاوا إياسو مؤسس شوغونية توكوغاوا.